# Светско првенство у хокеју на леду 2017 — Дивизија III
Светско првенство у хокеју на леду 2017 — Дивизија III међународни је турнир у хокеју на леду у најнижем рангу који се одржао по 16 пут под окриљем Светске хокејашке федерације (ИИХФ). Турнир се играо у Леденој дворани у Софији, главном граду Бугарске и био је то први пут да је Бугарска била домаћин једног такмичења за светско првенство у хокеју на леду.
На турниру је по први пут учестовало 8 екипа које су у прелиминарном делу такмичења биле подељене у две групе са по 4 тима. По две првопласиране селекције из обе групе такмичење су наставиле у полуфинале. Дебитант на такмичењу је селекција Кинеског Тајпеја.
Репрезентација Босне и Херцеговине одустала је од такмичења уочи самог првенства, а све утакмице које је требало да игра регистроване су службеним резултатом за противничку екипу.
Победник турнира постала је селекција Луксембурга којој је то прва титула и први пласман у виши ранг неког хокејашког такмичења након више од сто година пуноправног чланства у ИИХФ-у. Друго место освојила је селекција домаћина Бугарске, док је бронзану медаљу освојила репрезентација Грузије којој је то уједно и прва медаља са светских првенстава у историји.

## Учесници
На турниру по први пут учествује укупно 8 репрезентација, и то 4 из Европе, 3 из Азије и једна из Африке. Уместо селекције Турске која је годину дана раније освајањем прве позиције обезбедила пласман у виши ранг такмичења у овој години, наступа селекција Бугарске. Дебитант на такмичењу је селекција Кинеског Тајпеја.
| Репрезентација      | Резултат остварен 2016. год.                 |
| ------------------- | -------------------------------------------- |
| Бугарска            | (домаћини) 6. место на СП дивизија II, група Б |
| Јужна Африка        | 2. место на СП дивизије .                    |
| Луксембург          | 3. место на СП дивизије                      |
| Босна и Херцеговина | 4. место на СП дивизије                      |
| Хонгконг            | 5. место на СП дивизије                      |
| Грузија             | 6. место на СП дивизије                      |
| УАЕ                 | Одустали од такмичења                        |
| Кинески Тајпеј      | Дебитанти на светским првенствима            |

## Домаћин такмичења
По први пут у историји светских хокејашких првенстава Бугарска је домаћин једног од турнира овог типа. Све утакмице играле су се у леденој дворани у Софији капацитета 4.600 места.
| Бугарска                                      | Бугарска                        |
| Софија                                        | Софија                          |
| --------------------------------------------- | ------------------------------- |
| Градска ледена дворана Капацитет: 4.600 места | Положај Софије на мапи Бугарске |
|                                               | Софија                          |

## Судије
Међународна хокејашка федерација је за такмичење у овој групи делегирала укупно 14 судија, 5 главних и 9 помоћних:

| Главне судије - Михал Баца - Миха Бајт - Иван Фетејев - Џемал Каја - Ким Но-су | Линијске судије - Ферхат Ајгун - Кристијан Кристели - Иља Хохлов - Алех Кљашчевников - Jонас Мартен - Јакоб Шауер - Лучезар Стојанов - Гил Тихон - Виктор Зјен |

## Резултати
Сатница је по локалном времену (УТЦ+3)
У прелиминарној фази такмичења екипе су подељене у две групе са по 4 тима. У групној фази игра се у три кола системом свако са сваким, а по две првопласиране селекције из обе групе настављају такмичење у полуфиналу, док по две последњепласиране екипе разигравају за пласман од 5. до 8. места. Победник турнира обезбедиће пласман у виши ранг такмичења наредне године.

### Резултати групе А
| #  | Репрезентација      | Ут | П | Ппр | Ипр | И | ГД | ГП | ГР  | Бод |
| -- | ------------------- | -- | - | --- | --- | - | -- | -- | --- | --- |
| 1. | Бугарска            | 3  | 3 | 0   | 0   | 0 | 18 | 3  | +15 | 9   |
| 2. | Хонгконг            | 3  | 2 | 0   | 0   | 1 | 13 | 12 | +1  | 6   |
| 3. | Кинески Тајпеј      | 3  | 1 | 0   | 0   | 2 | 7  | 8  | -1  | 3   |
| 4. | Босна и Херцеговина | 3  | 0 | 0   | 0   | 3 | 0  | 15 | -15 | 0   |

| 10. април 2017. 13:30 | Босна и Херцеговина | 0 : 5 службени резултат | Хонгконг | Ледена дворана, Софија |

|  |  |  |  | Судије · Линијске судије · |
|  |  |  |  |                            |
|  |  |  |  |                            |
|  |  |  |  |                            |

| 10. април 2017. 20:30 | Бугарска | 3 : 0 (0:0, 2:0, 1:0) | Кинески Тајпеј | Ледена дворана, Софија Посетилаца: 950 |

| Извор  | Извор         | Извор  | Извор | Извор                                                     |
| ------ | ------------- | ------ | ----- | --------------------------------------------------------- |
|        |               |        |       | Судије Миха Бајт Линијске судије Ферхат Ајгун Виктор Зјен |
|        |               |        |       |                                                           |
| 28 мин | Искључења     | 18 мин |       |                                                           |
| 55     | Шутеви на гол | 7      |       |                                                           |

| 11. април 2017. 13:30 | Босна и Херцеговина | 0 : 5 службени резултат | Кинески Тајпеј | Ледена дворана, Софија |

|  |  |  |  | Судије · Линијске судије · |
|  |  |  |  |                            |
|  |  |  |  |                            |
|  |  |  |  |                            |

| 11. април 2017. 20:30 | Хонгконг | 3 : 10 (2:4, 1:2, 0:4) | Бугарска | Ледена дворана, Софија Посетилаца: 800 |

| Извор  | Извор         | Извор  | Извор | Извор                                                  |
| ------ | ------------- | ------ | ----- | ------------------------------------------------------ |
|        |               |        |       | Судије Ким Но-су Линијске судије Гил Тихон Виктор Зјен |
|        |               |        |       |                                                        |
| 10 мин | Искључења     | 18 мин |       |                                                        |
| 13     | Шутеви на гол | 84     |       |                                                        |

| 13. април 2017. 13:30 | Кинески Тајпеј | 2 : 5 (0:3, 1:1, 1:1) | Хонгконг | Ледена дворана, Софија |

| Извор | Извор | Извор | Извор | Извор                                                          |
| ----- | ----- | ----- | ----- | -------------------------------------------------------------- |
|       |       |       |       | Судије Џемал Каја Линијске судије Иља Кохлов Алех Кљашчевников |
|       |       |       |       |                                                                |
|       |       |       |       |                                                                |
|       |       |       |       |                                                                |

| 13. април 2017. 20:30 | Бугарска | 5 : 0 службени резултат | Босна и Херцеговина | Ледена дворана, Софија |

|  |  |  |  | Судије · Линијске судије · |
|  |  |  |  |                            |
|  |  |  |  |                            |
|  |  |  |  |                            |

### Резултати групе Б
| #  | Репрезентација | Ут | П | Ппр | Ипр | И | ГД | ГП | ГР  | Бод |
| -- | -------------- | -- | - | --- | --- | - | -- | -- | --- | --- |
| 1. | Луксембург     | 3  | 3 | 0   | 0   | 0 | 26 | 5  | +21 | 9   |
| 2. | Грузија        | 3  | 2 | 0   | 0   | 1 | 29 | 11 | +18 | 6   |
| 3. | Јужна Африка   | 3  | 1 | 0   | 0   | 2 | 14 | 9  | +5  | 3   |
| 4. | УАЕ            | 3  | 0 | 0   | 0   | 3 | 0  | 44 | -44 | 0   |

| 10. април 2017. 10:00 | Луксембург | 17 : 0 (4:0, 6:0, 7:0) | УАЕ | Ледена дворана, Софија Посетилаца: 50 |

| Извор  | Извор         | Извор  | Извор | Извор                                                           |
| ------ | ------------- | ------ | ----- | --------------------------------------------------------------- |
|        |               |        |       | Судије Михал Баца Линијске судије Алех Кљашчевников Јакоб Шауер |
|        |               |        |       |                                                                 |
| 12 мин | Искључења     | 12 мин |       |                                                                 |
| 52     | Шутеви на гол | 8      |       |                                                                 |

| 10. април 2017. 17:00 | Јужна Африка | 5 : 6 (1:1, 1:2, 3:3) | Грузија | Ледена дворана, Софија Посетилаца: 100 |

| Извор  | Извор         | Извор  | Извор | Извор                                                             |
| ------ | ------------- | ------ | ----- | ----------------------------------------------------------------- |
|        |               |        |       | Судије Иван Фатејев Линијске судије Криустијан Кристели Гил Тихон |
|        |               |        |       |                                                                   |
| 46 мин | Искључења     | 48 мин |       |                                                                   |
| 34     | Шутеви на гол | 19     |       |                                                                   |

| 11. април 2017. 10:00 | Луксембург | 6 : 4 (1:1, 3:1, 2:2) | Грузија | Ледена дворана, Софија Посетилаца: 50 |

| Извор  | Извор         | Извор  | Извор | Извор                                                         |
| ------ | ------------- | ------ | ----- | ------------------------------------------------------------- |
|        |               |        |       | Судије Џемал Каја Линијске судије Иља Кохлов Лућезар Стојанов |
|        |               |        |       |                                                               |
| 22 мин | Искључења     | 48 мин |       |                                                               |
| 40     | Шутеви на гол | 25     |       |                                                               |

| 11. април 2017. 17:00 | УАЕ | 0 : 8 (0:1, 0:4, 0:3) | Јужна Африка | Ледена дворана, Софија Посетилаца: 50 |

| Извор  | Извор         | Извор  | Извор | Извор                                                       |
| ------ | ------------- | ------ | ----- | ----------------------------------------------------------- |
|        |               |        |       | Судије Михал Баца Линијске судије Ферхат Ајгун Јонас Мертен |
|        |               |        |       |                                                             |
| 14 мин | Искључења     | 30 мин |       |                                                             |
| 12     | Шутеви на гол | 33     |       |                                                             |

| 13. април 2017. 10:00 | Грузија | 19 : 0 (9:0, 2:0, 8:0) | УАЕ | Ледена дворана, Софија Посетилаца: 300 |

| Извор  | Извор         | Извор  | Извор | Извор                                                     |
| ------ | ------------- | ------ | ----- | --------------------------------------------------------- |
|        |               |        |       | Судије Миха Бајт Линијске судије Јонас Мертен Јакоб Шауер |
|        |               |        |       |                                                           |
| 30 мин | Искључења     | 10 мин |       |                                                           |
| 63     | Шутеви на гол | 14     |       |                                                           |

| 13. април 2017. 17:00 | Јужна Африка | 1 : 3 (0:1, 0:0, 1:2) | Луксембург | Ледена дворана, Софија Посетилаца: 250 |

| Извор | Извор         | Извор  | Извор | Извор                                                                 |
| ----- | ------------- | ------ | ----- | --------------------------------------------------------------------- |
|       |               |        |       | Судије Ким Но-су Линијске судије Кристијан Кристели Лучезаср Стојанов |
|       |               |        |       |                                                                       |
| 8 мин | Искључења     | 18 мин |       |                                                                       |
| 36    | Шутеви на гол | 14     |       |                                                                       |

### Елиминациона фаза
|  | Полуфинале | Полуфинале |             |    | Финале | Финале |
|  |            |            |             |    |        |        |
|  | 15. април  |            |             |    |        |        |
|  |            |            |             |    |        |        |
|  | Бугарска   | 9          |             |    |        |        |
|  | Бугарска   | 9          | 16. април   |    |        |        |
|  | Грузија    | 3          |             |    |        |        |
|  | Грузија    | 3          | Луксембург  | 10 |        |        |
|  | 15. април  |            | Луксембург  | 10 |        |        |
|  |            | Бугарска   | 4           |    |        |        |
|  | Луксембург | Бугарска   | 4           | 8  |        |        |
|  | Луксембург |            |             | 8  |        |        |
|  | Хонгконг   | 1          |             |    |        |        |
|  | Хонгконг   | 1          | Треће место |    |        |        |
|  |            |            |             |    |        |        |
|  | 16. април  |            |             |    |        |        |
|  |            |            |             |    |        |        |
|  | Хонгконг   | 3          |             |    |        |        |
|  | Хонгконг   | 3          |             |    |        |        |
|  | Грузија    | 14         |             |    |        |        |

Полуфинала
| 15. април 2017. 17:00 | Луксембург | 8 : 1 (3:0, 2:1, 3:0) | Хонгконг | Ледена дворана, Софија Посетилаца: 250 |

| Извор | Извор         | Извор | Извор | Извор                                                    |
| ----- | ------------- | ----- | ----- | -------------------------------------------------------- |
|       |               |       |       | Судије Иван Фатејев Линијске судије Иља Хохлов Гил Тихон |
|       |               |       |       |                                                          |
| 2 мин | Искључења     | 2 мин |       |                                                          |
| 52    | Шутеви на гол | 13    |       |                                                          |

| 15. април 2017. 20:30 | Бугарска | 9 : 3 (4:0, 2:1, 3:2) | Грузија | Ледена дворана, Софија Посетилаца: 750 |

| Извор  | Извор         | Извор  | Извор | Извор                                                      |
| ------ | ------------- | ------ | ----- | ---------------------------------------------------------- |
|        |               |        |       | Судије Михал Баца Линијске судије Јонас Мертен Виктор Зјен |
|        |               |        |       |                                                            |
| 12 мин | Искључења     | 40 мин |       |                                                            |
| 64     | Шутеви на гол | 37     |       |                                                            |

Утакмица за бронзану медаљу
| 16. април 2017. 17:00 | Хонгконг | 3 : 14 (1:6, 1:3, 1:5) | Грузија | Ледена дворана, Софија Посетилаца: 50 |

| Извор  | Извор         | Извор | Извор | Извор                                                           |
| ------ | ------------- | ----- | ----- | --------------------------------------------------------------- |
|        |               |       |       | Судије Миха Бајт Линијске судије Кристијан Кристели Виктор Зјен |
|        |               |       |       |                                                                 |
| 10 мин | Искључења     | 6 мин |       |                                                                 |
| 24     | Шутеви на гол | 43    |       |                                                                 |

Утакмица за златну медаљу
| 16. април 2017. 20:30 | Луксембург | 10 : 4 (3:3, 4:1, 3:0) | Бугарска | Ледена дворана, Софија Посетилаца: 950 |

| Извор  | Извор         | Извор  | Извор | Извор                                                              |
| ------ | ------------- | ------ | ----- | ------------------------------------------------------------------ |
|        |               |        |       | Судије Иван Фатејев Линијске судије Алех Кљашчевников Јонас Мертен |
|        |               |        |       |                                                                    |
| 12 мин | Искључења     | 34 мин |       |                                                                    |
| 31     | Шутеви на гол | 61     |       |                                                                    |

#### Разигравање за пласман од 5. до 8. места
Полуфинале
| 15. април 2017. 10:00 | Босна и Херцеговина | 0 : 5 службени резултат | Јужна Африка | Ледена дворана, Софија |

|  |  |  |  | Судије · Линијске судије · |
|  |  |  |  |                            |
|  |  |  |  |                            |
|  |  |  |  |                            |

| 15. април 2017. 13:00 | Кинески Тајпеј | 4 : 0 (3:0, 0:0, 1:0) | УАЕ | Ледена дворана, Софија Посетилаца: 50 |

| Извор  | Извор         | Извор | Извор | Извор                                                           |
| ------ | ------------- | ----- | ----- | --------------------------------------------------------------- |
|        |               |       |       | Судије Џемал Каја Линијске судије Ферхат Ајгун Лучезар Стојанов |
|        |               |       |       |                                                                 |
| 14 мин | Искључења     | 8 мин |       |                                                                 |
| 40     | Шутеви на гол | 28    |       |                                                                 |

Утакмица за 5. место
| 16. април 2017. 13:30 | Јужна Африка | 7 : 3 (3:2, 3:0, 1:1) | Кинески Тајпеј | Ледена дворана, Софија Посетилаца: 150 |

| Извор  | Извор         | Извор | Извор | Извор                                                         |
| ------ | ------------- | ----- | ----- | ------------------------------------------------------------- |
|        |               |       |       | Судије Ким Но-су Линијске судије Јакоб Шауер Лучезар Стојанов |
|        |               |       |       |                                                               |
| 18 мин | Искључења     | 8 мин |       |                                                               |
| 42     | Шутеви на гол | 15    |       |                                                               |

## Коначни пласман
| Пласман    | Репрезентација      |
| ---------- | ------------------- |
| 1. (41/48) | Луксембург          |
| 2. (42/48) | Бугарска            |
| 3. (43/48) | Грузија             |
| 4. (44/48) | Хонгконг            |
| 5. (45/48) | Јужна Африка        |
| 6. (46/48) | Кинески Тајпеј      |
| 7. (47/48) | УАЕ                 |
| 8. (48/48) | Босна и Херцеговина |